# Tron : L'Héritage
Pour les articles homonymes, voir Tron (homonymie).
Série Tron
Tron
(1982) Tron: Ares
(2025)
Pour plus de détails, voir Fiche technique et Distribution.
Tron : L'Héritage (Tron: Legacy), est un film de science-fiction américain en 3D réalisé par Joseph Kosinski, sorti en 2010.
Produit par Walt Disney Pictures, il est une suite de Tron (1982). La distribution inclut Jeff Bridges et Bruce Boxleitner, qui figuraient tous deux dans le premier volet ; Jeff Bridges reprend son rôle de Kevin Flynn / Clu, et Bruce Boxleitner celui de Alan Bradley / Tron. Le duo Daft Punk a composé la bande originale. Le film reçoit des critiques partagées à sa sortie mais est un succès commercial mondial.
Un troisième film, Tron: Ares, est prévu en 2025, sous la direction de Joachim Rønning.

## Synopsis
En 1989, Kevin Flynn, un développeur de logiciels et directeur de la société ENCOM International, disparaît soudainement. Vingt ans plus tard, son fils Sam s'intéresse aux projets de la compagnie, désormais dirigée par une assemblée de directeurs mais dont il est toujours partenaire associé par héritage (actionnaire principal).
Peu après une intrusion dans les bureaux d'ENCOM pour y mettre en téléchargement libre un logiciel qu'ENCOM comptait vendre cher, Sam fuit et reçoit chez lui la visite d'Alan Bradley, ancien collègue et ami de son père, qui lui dit avoir reçu un message étrange, car provenant de la salle d'arcade abandonnée de Kevin Flynn. Sam s'y rend et découvre un bureau caché où il est envoyé malgré lui dans la Grille, un monde virtuel créé par son père.
Sur la Grille, Sam se retrouve rapidement à affronter un programme masqué appelé Rinzler. Quand celui-ci s'aperçoit que Sam est un « Concepteur », il l'amène devant CLU, un programme ayant l'apparence de Kevin Flynn et contrôleur de la Grille. CLU décide d'affronter Sam dans un match de Light Cycle où Sam manque de mourir.
Il est sauvé par Quorra, un programme ami de Flynn qui emmène Sam le rejoindre loin du contrôle de CLU. Flynn père et fils se retrouvent et Kevin raconte alors comment il a voulu créer un système numérique parfait avec l'aide de CLU, son double numérique, et Tron (un programme de sécurité créé par Bradley).
Leurs travaux ont amené à la création spontanée d'« algorithmes isomorphiques » (ISOs), des êtres vivants numériques ayant un potentiel d'application vaste recouvrant la science, la religion et la médecine. CLU qui y voit une aberration, et se sentant trahi par Flynn qui le délaissa au profit des ISOs, capture alors Tron et détruisit l'entière population des ISOs.
Flynn n'est pas parvenu à rejoindre le portail qui lui aurait permis de rejoindre le monde réel et s'est donc retrouvé coincé dans la Grille. CLU, désormais plus lucide que jamais, décida de corriger toutes les erreurs qu'il voyait autour de lui afin de créer ce qu'il appelait "une perfection de système". Il envoya donc un message à Alan afin qu'il ouvre le portail et que CLU puisse préparer sa sortie dans le monde réel grâce au disque d'identité de Flynn, afin de détruire l'humanité qu'il considérait comme l'imperfection même.
Sam décide de retourner dans le territoire de CLU pour y trouver Zuse, un programme susceptible de lui ouvrir un passage vers le portail. Zuse se cache sous l'identité de Castor, propriétaire du End of Line Club, mais le double pour le laisser aux mains des gardes de CLU. Kevin vient sauver Sam et Quorra, blessée, mais Zuse s'empare du disque de Flynn.
Quand Zuse tente de marchander, CLU le détruit avec son club après avoir pris le disque. Kevin et Sam parviennent à rejoindre un voilier solaire, un programme de transport vers le portail, où Flynn révèle à son fils que Quorra est la dernière des ISO en la régénérant. Près du portail, le navire s'arrête dans un entrepôt où CLU a stocké plusieurs programmes inactifs qu'il compte « rectifier » (reprogrammer) pour le servir et traverser le portail.
Flynn rencontre Rinzler et reconnait Tron, reprogrammé par CLU, alors que CLU fait un discours sur ses intentions de conquérir le monde des Concepteurs. Sam récupère le disque de son père, et commence alors une poursuite entre lui et CLU, Rinzler et plusieurs gardes. Flynn parvient toutefois à forcer Rinzler à se souvenir de son passé, et celui-ci se sacrifie en jetant son vaisseau sur celui de CLU. Le programme double de Flynn parvient à se sortir à temps du crash, alors que Tron tombe dans la Mer de Simulation, dans laquelle son armure change de couleur pour passer de l'orange de CLU au bleu original de Tron. CLU rejoint ensuite Sam, Quorra et Flynn au portail.
Le programme dévoile ainsi ses véritables motivations : depuis sa création, il n'a cherché qu’à perfectionner le système afin de « changer le monde ». Flynn remet cependant en question tous ses actes en affirmant que même lorsqu’on croit pouvoir l’atteindre, la perfection n’existe pas et que lui-même l’ignorait en créant CLU. Ce dernier réagit violemment et agresse son créateur, qui se sacrifie en l’absorbant de manière que Sam et Quorra puissent passer le portail.
Dans la salle d'arcade, Sam restaure le système avant de le désactiver, puis dit à Alan Bradley qu'il va prendre le contrôle d'ENCOM avant de rejoindre Quorra, devenue humaine après son passage dans le monde réel, pour une balade à moto.

## Fiche technique
Sauf indication contraire, les informations mentionnées dans cette section peuvent être confirmées par les bases de données cinématographiques IMDb et Allociné,  présentes dans la section « Liens externes ».
- Titre original : Tron: Legacy
- Titre français et québécois : Tron : L'Héritage
- Réalisation : Joseph Kosinski
- Scénario : Edward Kitsis et Adam Horowitz, d'après une histoire de Adam Horowitz, Edward Kitsis, Brian Klugman et Lee Sternthal, d'après les personnages créés par Steven Lisberger et Bonnie MacBird
- Musique : Daft Punk (Thomas Bangalter et Guy-Manuel de Homem-Christo)
- Direction artistique : Sean Haworth, Kevin Ishioka, Robert W. Joseph, Mark W. Mansbridge, Ben Procter, David Scott, William Ladd Skinner et Grant Van Der Slagt
- Décors : Darren Gilford et Lin MacDonald
- Costumes : Christine Bieselin Clark et Michael Wilkinson
- Photographie : Claudio Miranda
- Son : Christopher Boyes, Gary A. Rizzo, Nathan Nance
- Montage : James Haygood
- Production : Sean Bailey, Steven Lisberger et Jeffrey Silver
  - Direction de production : Brigham Taylor
  - Production déléguée : Donald Kushner
  - Production associée : Bruce Franklin
  - Coproduction : Steve Gaub, Justis Greene et Justin Springer
- Sociétés de production : Sean Bailey Productions, LivePlanet, Prana Studios et Thomas FX Group, présenté par Walt Disney Pictures
- Sociétés de distribution : Walt Disney Studios Motion Pictures
- Budget : 170 millions de $[2]
- Pays de production :  États-Unis
- Langue : anglais
- Format : couleur (DeLuxe) (Technicolor) — 35 mm / 70 mm / D-Cinema — 2,39:1 (CinemaScope) — son DTS / Dolby Digital / SDDS / Dolby Surround 7.1 / Sonics-DDP
- Genre : science-fiction, action, aventure
- Durée : 125 minutes
- Dates de sortie[3] :
  - États-Unis : 11 décembre 2010 (première mondiale à Los Angeles)[4] ; 17 décembre 2010 (sortie nationale) ; 2 mars 2017 (Los Angeles en version IMAX)
  - Québec : 17 décembre 2010[5]
  - Belgique :  19 janvier 2011[6]
  - Suisse romande : 9 février 2011[7]
  - France : 9 février 2011
- Classification :
  - États-Unis : des scènes peuvent heurter les enfants - accord parental souhaitable (PG - Parental Guidance Suggested)[N 1]
  - France : tous publics (conseillé à partir de 8 ans)[8],[9]
  - Belgique : tous publics (Alle Leeftijden)[6]
  - Suisse romande : interdit aux moins de 10 ans[10]
  - Québec : tous publics (G - General Rating)[5]

## Distribution
- Garrett Hedlund (VF : Adrien Antoine ; VQ : Alexandre Fortin) : Sam Flynn
- Jeff Bridges (VF : Jean-Yves Chatelais : VQ : Guy Nadon) : Kevin Flynn / Clu
- Olivia Wilde (VF : Julie Dumas ; VQ : Ariane-Li Simard-Côté) : Quorra
- Bruce Boxleitner (VF : Patrick Béthune ; VQ : Marc Bellier) : Alan Bradley / Tron / Rinzler
- Michael Sheen (VF : William Coryn ; VQ : François Godin) : Castor / Zuse
- James Frain (VF : Constantin Pappas ; VQ : Frédéric Desager) : Jarvis, programme au service de Clu
- Beau Garrett (VF : Marie-Eugénie Maréchal) : Gem
- Jeffrey Nordling (VF : Tony Joudrier ; VQ : Gilbert Lachance) : Richard Mackey
- Christine Adams (VF : Laurence Mongeaud) : Claire Atkinson
- Owen Best (VF : Max Renaudin) : Sam Flynn, jeune
- Donnelly Rhodes : grand-père "Mac" Flynn
- Belinda Montgomery : grand-mère "Gram" Flynn
- Serinda Swan, Yaya DaCosta et Elizabeth Mathis (en) : la Sirène no 2, no 3 et no 4
- Catherine Lough Haggquist : la journaliste no 2
- Patrick Sabongui (en) : le joueur du Program 1 - S
- Steven Lisberger : Shaddix, le barman dans la boite de nuit de Castor (caméo)
- Cillian Murphy (VF : Rémi Bichet) : Edward Dillinger, Jr. (non crédité)
- Daft Punk : DJ dans la boite de nuit virtuelle de Castor

Photos des acteurs principaux
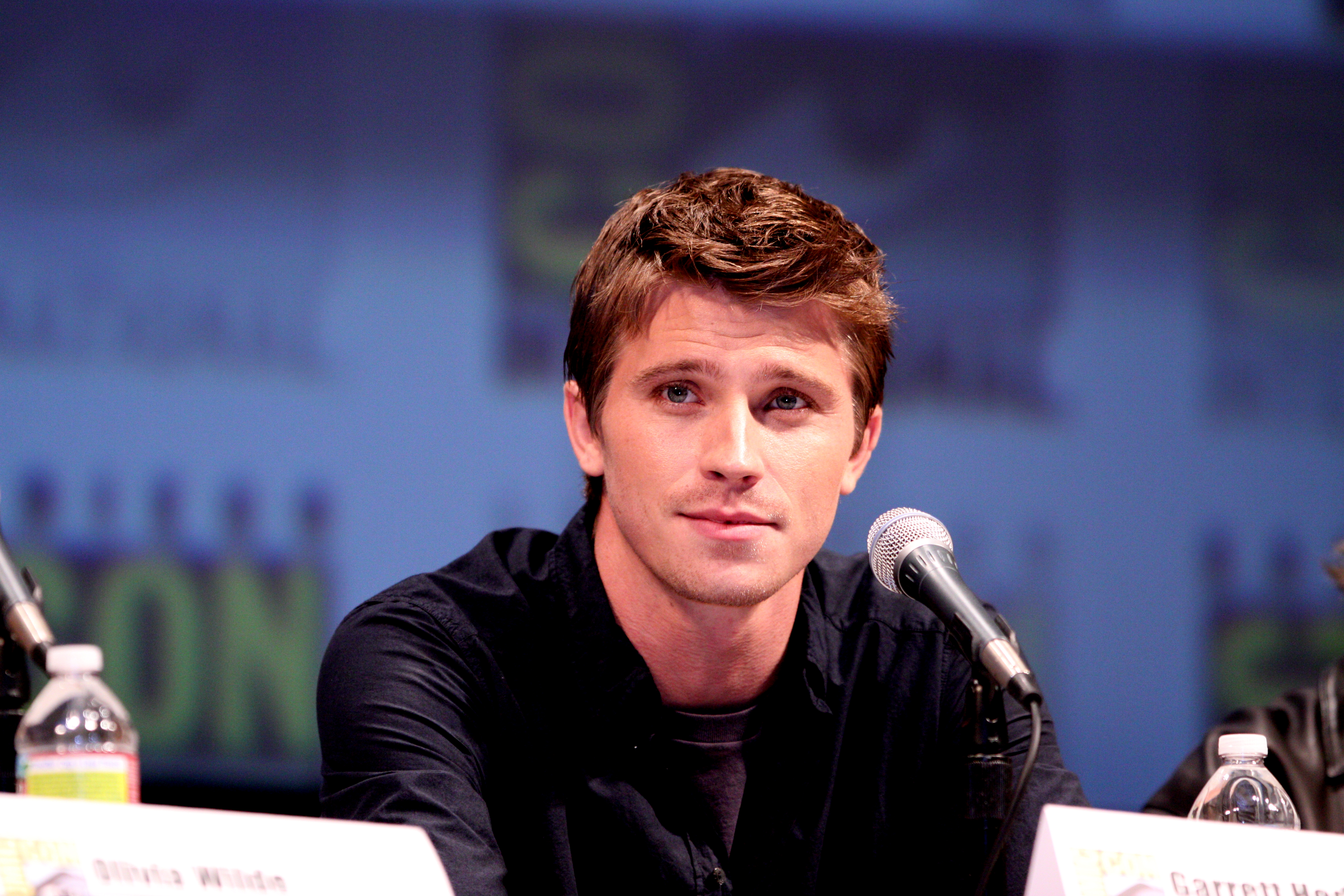
Garrett Hedlund dans le rôle de Sam Flynn.
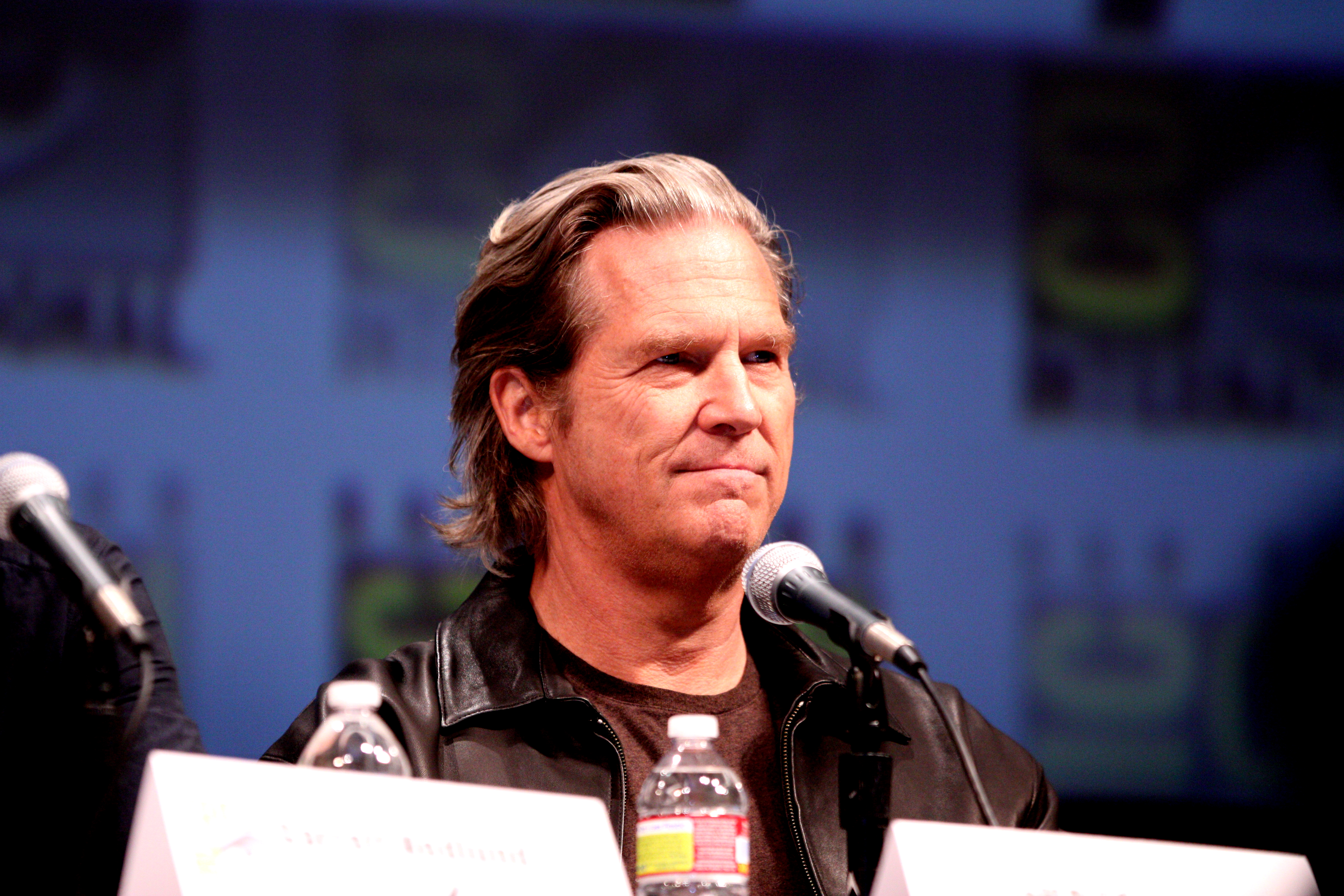
Jeff Bridges dans le rôle de Kevin Flynn.
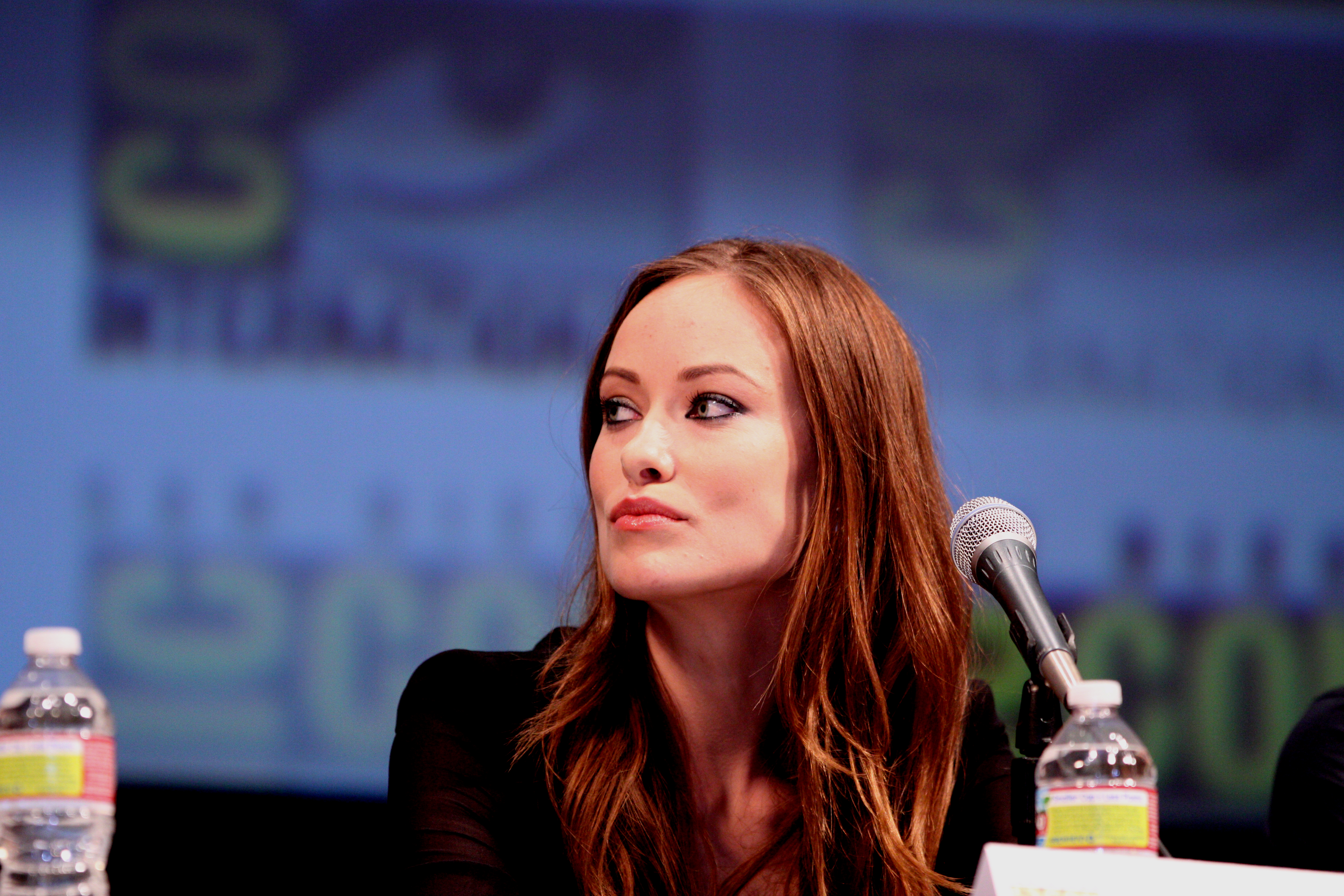
Olivia Wilde dans le rôle de Quorra.
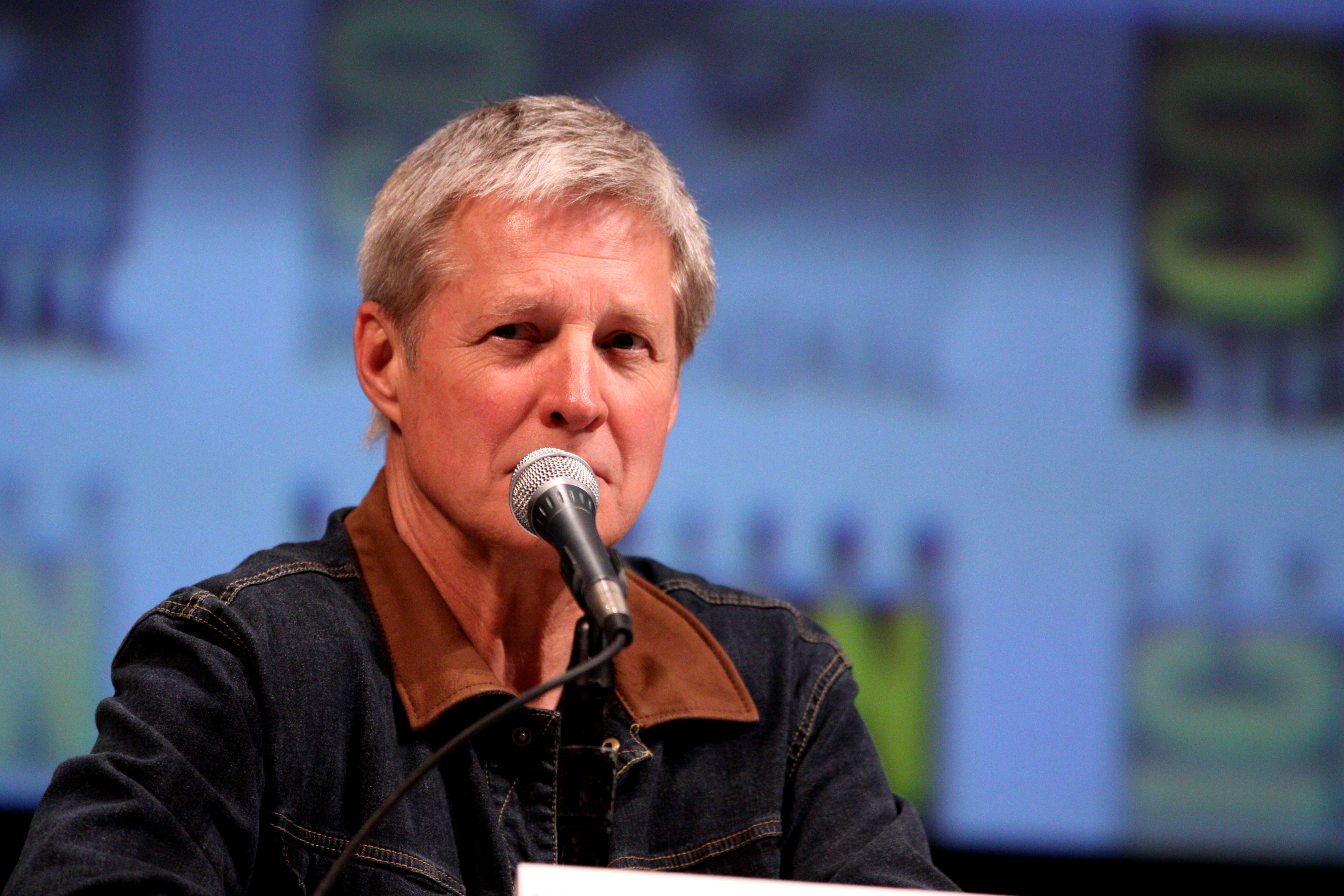
Bruce Boxleitner dans le rôle d'Alan Bradley.
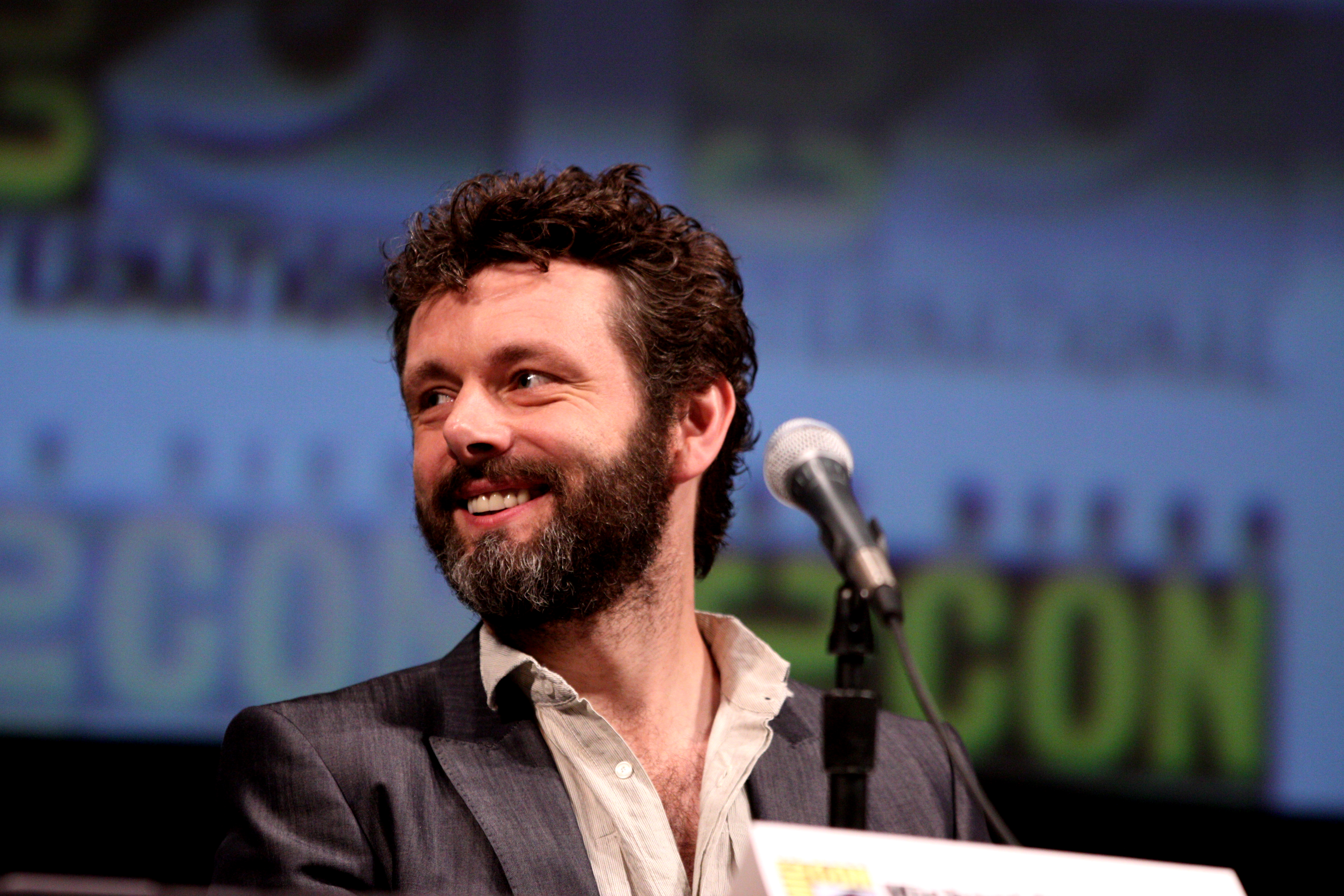
Michael Sheen dans le rôle de Castor.

## Bande originale

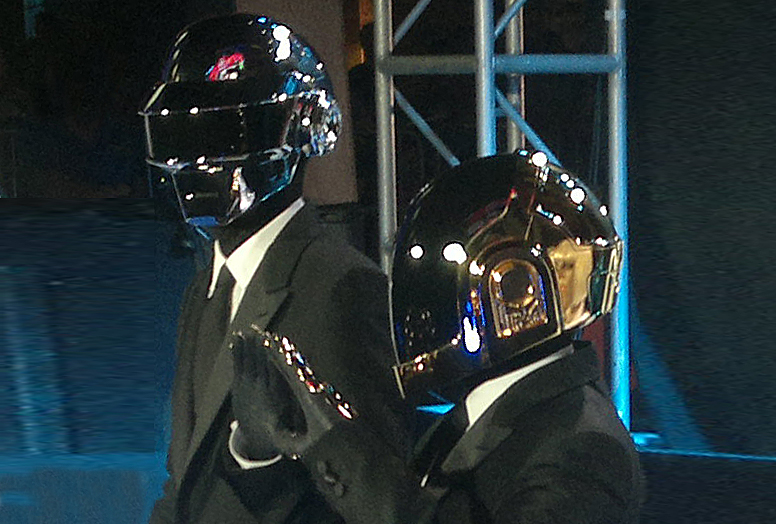
Daft Punk, à la première mondiale du film, en décembre 2010.

La bande originale du film a été composée par le duo de musiciens électronique français Daft Punk, avec l'Orchestre symphonique de Londres.
L'album est sorti en CD le 6 décembre 2010 sous le label Walt Disney Records. Le disque existe dans deux éditions, une standard comportant uniquement 22 pistes, et une autre avec un 2e CD contenant 5 titres inédits et une vidéo.
Les titres phares de l'album sont The Game Has Changed, End Of Line et Derezzed qui sont deux musiques que l'on peut entendre lors de la scène de la boîte de nuit dans le film, et Tron Legacy, qui est la musique de générique de fin de film.
À noter que le titre The Grid correspond à la toute première séquence du film où l'on peut entendre parler Jeff Bridges.
On notera également la brève apparition clin d'œil du duo musical français (en tant que DJ dans la boite de nuit virtuelle de Castor) à la fin de la 68e minute du film puis à plusieurs passages tout au long des scènes se déroulant à cet endroit.
En 2011, Walt Disney Records sort l'album Tron: Legacy Reconfigured qui contient des remixes des titres de la B.O. par des artistes comme Moby, Paul Oakenfold, Photek ou encore Avicii.

## Sortie et accueil

### Promotion
Une vidéo a été présentée en avant-première et à la surprise des spectateurs au Comic-Con 2008. L'extrait proposé montre une course de lightcycle, qui avait rendu le premier volet célèbre. Une second bande-annonce est disponible et une avant-première mondiale au cinéma (seulement 5 salles IMAX en France) a eu lieu le 28 octobre 2010 avec une présentation d’environ 20 minutes extraites du film[réf. nécessaire].

### Accueil critique
Tron : L'Héritage a reçu des critiques mitigées de la presse internationale :
- Rotten Tomatoes a donné au film une moyenne de 50 %, basée sur 213 critiques, avec un score moyen de 5,9/10[12].

Metacritic, qui détermine une moyenne pondérée entre 0 et 100 basée sur les critiques populaires, a donné un score moyen de 50 % pour le film, basé sur 40 critiques.
La presse française a également été mitigée : 
- Le Figaroscope lui accorde quand même 4/5 et déclarant « le film s'avère digne de son aîné »[14]. Le magazine Phosphore, de son côté, note que « le face à face entre le Jeff Bridges d'aujourd'hui et la recréation en images de synthèse de Jeff Bridges à 35 ans restera dans l'histoire du cinéma ».
- Tandis que, le site Critikat lui accorde un 2/5 et déclare « blockbuster stylisé mais sans âme, Tron : L'Héritage se déguste comme un clip géant avec lunettes 3D et pop corn »[15]. SlashersHouse.com lui décerne un 4/10, et déclare qu'« il ne dispose d'aucun personnage attachant et ne procure aucune émotion »[16].
- Le Monde résume cette appréciation avec un 3/5 et écrit : « Sur un scénario plein de trous, on peut […] rêvasser en images spectaculaires sur la remarquable bande originale de Daft Punk »[17].

### Box-office
Le film est un succès commercial. Produit pour un budget de 170 millions de dollars, il récolte plus de 400 millions de dollars au box-office mondial. Il est 10e au box-office annuel nord-américain. En France, les résultats dépassent ceux du premier opus et il atteint la 44e place au box-office France 2011.
| Pays ou région     | Box-office        | Date d'arrêt du box-office | Nombre de semaines |
| ------------------ | ----------------- | -------------------------- | ------------------ |
| France             | 1 215 956 entrées | -                          | -                  |
| États-Unis, Canada | 172 062 763 $     | 14 avril 2011              | 17                 |
| Total mondial      | 400 062 763 $     | -                          | -                  |

## Distinctions
Entre 2010 et 2012, le film Tron : L'Héritage a été sélectionné dans diverses catégories et a remporté plusieurs récompenses,.

### Récompenses
2010
- Austin Film Critics Association : meilleure musique de film pour Daft Punk
- IGN Summer Movie Awards :
  - Meilleur film de science-fiction
  - Meilleur film en 3D
  - Meilleure affiche de film

2011
- 3D Creative Arts Awards :
  - Meilleure fonctionnalité 3D en prises de vues réelles
  - Meilleure stéréographie en prises de vues réelles
- Academy of Science Fiction, Fantasy and Horror Films - Saturn Awards :
  - Meilleur acteur pour Jeff Bridges
  - Meilleurs décors pour Darren Gilford
- Denver Film Critics Society : meilleure musique originale pour Daft Punk
- International Film Music Critics Award (IFMCA) : meilleure musique originale pour un film fantastique / science-fiction / horreur

### Nominations
2010
- Awards Circuit Community Awards :
  - Meilleure musique originale pour Daft Punk
  - Meilleurs effets visuels
- Golden Schmoes Awards :
  - Meilleur film de science-fiction de l'année
  - Film le plus trippant de l'année
  - Meilleure musique dans un film
  - Meilleurs effets spéciaux de l'année
  - Meilleure scène d'action de l'année (séquence de la course de Light Cycle)
  - Meilleurs S&C de l'année pour Olivia Wilde
  - Meilleure bande-annonce de l'année
- IGN Summer Movie Awards :
  - Meilleur film
  - Meilleur acteur pour Michael Sheen
- Las Vegas Film Critics Society Awards :
  - Meilleure musique de film pour Daft Punk
  - Meilleurs effets visuels
- St. Louis Film Critics Association Awards : meilleurs effets visuels

2011
- Academy of Science Fiction, Fantasy and Horror Films - Saturn Awards :
  - Meilleur film de science-fiction
  - Meilleur acteur dans un second rôle pour Garrett Hedlund
  - Meilleurs costumes pour Michael Wilkinson
  - Meilleurs costumes pour Christine Bieselin Clark (Co-costumière)
  - Meilleure musique pour Daft Punk
  - Meilleurs effets spéciaux pour Eric Barba, Karl Denham, Nikos Kalaitzidis et Steve Preeg
- Alliance of Women Film Journalists : une suite qui n'aurait pas dû être créée
- Art Directors Guild : meilleurs décors dans un film fantastique
- Central Ohio Film Critics Association :
  - Acteur de l'année pour Jeff Bridges
  - Meilleure musique de film pour Daft Punk
- Critics' Choice Movie Awards : meilleurs effets visuels
- Costume Designers Guild : meilleurs costumes pour un film fantastique pour Christine Bieselin Clark et Michael Wilkinson
- Gold Derby Awards :
  - Meilleur montage / mixage son pour Christopher Boyes, Michael McGee, Gary A. Rizzo, Addison Teague et Gwendolyn Yates Whittle
  - Meilleur compositeur pour Daft Punk
  - Meilleurs effets visuels pour Eric Barba, Karl Denham, Nikos Kalaitzidis et Steve Preeg
- Hollywood Post Alliance : meilleur étalonnage des couleurs dans un processus DI pour un long métrage pour David Cole
- International Film Music Critics Award (IFMCA) :
  - Bande originale de l'année pour Daft Punk
  - Meilleur révélation de compositeur de l'année pour Daft Punk
- International Online Cinema Awards (INOCA) : meilleurs effets visuels
- Motion Picture Sound Editors :
  - Meilleur montage son – Dialogues et doublages dans un long métrage pour Stuart McCowan, Cheryl Nardi, Michael Silvers, Addison Teague et Gwendolyn Yates Whittle
  - Meilleur montage son - Effets sonores et bruitages dans un long métrage pour Steve Boeddeker, Christopher Boyes, Brian Chumney, Teresa Eckton, Ken Fischer, Josh Gold, Warren Hendriks, Adam Kopald, Kyrsten Mate, Jon Null, Christopher Scarabosio, Mac Smith, Addison Teague, Dennie Thorpe, Jana Vance et Gwendolyn Yates Whittle
- MTV Movie & TV Awards :
  - Meilleure révélation de l’année pour Olivia Wilde
  - Meilleure révélation masculine de l'année pour Garrett Hedlund
- Online Film and Television Association :
  - Meilleure musique, musique originale pour Daft Punk
  - Meilleur montage d'effets sonores pour Addison Teague et Gwendolyn Yates Whittle
  - Meilleurs effets visuels pour Eric Barba, Karl Denham, Nikos Kalaitzidis et Steve Preeg
- Oscars : meilleur montage de son pour Addison Teague et Gwendolyn Yates Whittle
- Scream Awards :
  - Meilleur film de science-fiction
  - Meilleure actrice de science-fiction pour Olivia Wilde
  - Meilleure scène de poursuite (bataille et évasion en jet léger)
  - Meilleurs effets spéciaux
  - Sacrée scène de m**** de l'année (bataille de Light Cycle)
- Teen Choice Awards : meilleure révélation féminine de l'année pour Olivia Wilde
- Visual Effects Society Awards : 
  - Meilleur environnement fictif dans un film en prise de vues réelles pour Sonja Burchard, Juan S. Gomez, Jonathan Litt et Kevin Sears
  - Meilleur compositing dans un long métrage pour Sonja Burchard, Sarahjane Javelo, Paul Lambert et Kym Olsen
  - Meilleurs effets visuels dans un film en prise de vues réelles pour Eric Barba, Lisa Beroud, Steve Gaub et Steve Preeg

2012
- Festival du Film Jules Verne : meilleur film d'aventure ou de science-fiction

## Éditions en vidéo
En France, le film Tron : L'Héritage est sorti en DVD, Blu-ray et Combo Blu-ray 3D + Blu-ray + Copie digitale le 9 juin 2011.
Le film sort de nouveau en Blu-ray 3D + Blu-ray 2D le 25 avril 2012. Le film est également sorti en VOD le 1er février 2016.

## Suite
Le film Tron: Ares sortira en 2025.

### Note
1. ↑  Classification États-Unis : « Classé PG pour les séquences de violence d'action de science-fiction et un bref langage doux. »